# واکنش تورپ
واکنش تورپ(به انگلیسی: Thorpe reaction) یک نام واکنش از نوع خود تراکمی در شیمی آلی است که طی آن یک نیتریل آلیفاتیک در حضور یک باز به یک انامین تبدیل می‌شود. این واکنش توسط شیمیدان انگلیسی ژوسلین فیلد تورپ کشف شد.